# Ministre-président de Sarre
Le ministre-président de Sarre (en allemand : Ministerpräsident des Saarlandes) est le chef du gouvernement du Land de Sarre.

## Historique des titulaires
| Nom                   | Nom                        | Parti | Dates                                                          | Cabinets     | Majorité            |
| --------------------- | -------------------------- | ----- | -------------------------------------------------------------- | ------------ | ------------------- |
| Protectorat français  |                            |       |                                                                |              |                     |
|                       | Johannes Hoffmann          | CVP   | 15 décembre 1947 – 23 octobre 1955 (7 ans, 10 mois et 8 jours) | Hoffmann I   | 45 / 50             |
| Hoffmann II           | Johannes Hoffmann          | CVP   | 15 décembre 1947 – 23 octobre 1955 (7 ans, 10 mois et 8 jours) | 28 / 50      |                     |
| Hoffmann III          | Johannes Hoffmann          | CVP   | 15 décembre 1947 – 23 octobre 1955 (7 ans, 10 mois et 8 jours) | 36 / 50      |                     |
| Hoffmann IV           | Johannes Hoffmann          | CVP   | 15 décembre 1947 – 23 octobre 1955 (7 ans, 10 mois et 8 jours) | 29 / 50      |                     |
|                       | Heinrich Welsch            | Ind.  | 23 octobre 1955 – 10 janvier 1956 (2 mois et 18 jours)         | Welsch       | Landtag dissous     |
|                       | Hubert Ney                 | CDU   | 10 janvier 1956 – 26 mars 1957 (1 an, 2 mois et 16 jours)      | Ney          | 34 / 50             |
| Land allemand         |                            |       |                                                                |              |                     |
|                       | Egon Reinert               | CDU   | 4 juin 1957 – 23 avril 1959 (1 an, 10 mois et 19 jours)        | Reinert I    | 34 / 50             |
| Reinert II            | Egon Reinert               | CDU   | 4 juin 1957 – 23 avril 1959 (1 an, 10 mois et 19 jours)        | 33 / 50      |                     |
|                       | Franz-Josef Röder          | CDU   | 30 avril 1959 – 26 juin 1979 (20 ans, 1 mois et 27 jours)      | 33 / 50      | Röder I             |
| Röder II              | Franz-Josef Röder          | CDU   | 30 avril 1959 – 26 juin 1979 (20 ans, 1 mois et 27 jours)      | 26 / 50      |                     |
| Röder III             | Franz-Josef Röder          | CDU   | 30 avril 1959 – 26 juin 1979 (20 ans, 1 mois et 27 jours)      | 27 / 50      |                     |
| Röder IV              | Franz-Josef Röder          | CDU   | 30 avril 1959 – 26 juin 1979 (20 ans, 1 mois et 27 jours)      | 27 / 50      |                     |
| Röder V               | Franz-Josef Röder          | CDU   | 30 avril 1959 – 26 juin 1979 (20 ans, 1 mois et 27 jours)      | 25 / 50      |                     |
| Röder VI              | Franz-Josef Röder          | CDU   | 30 avril 1959 – 26 juin 1979 (20 ans, 1 mois et 27 jours)      | 28 / 50      |                     |
|                       | Werner Zeyer               | CDU   | 5 juillet 1979 – 8 avril 1985 (5 ans, 9 mois et 3 jours)       | 28 / 50      | Zeyer I             |
| Zeyer II              | Werner Zeyer               | CDU   | 5 juillet 1979 – 8 avril 1985 (5 ans, 9 mois et 3 jours)       | 27 / 51      |                     |
| Zeyer III             | Werner Zeyer               | CDU   | 5 juillet 1979 – 8 avril 1985 (5 ans, 9 mois et 3 jours)       | 27 / 51      |                     |
|                       | Oskar Lafontaine           | SPD   | 8 avril 1985 – 10 novembre 1998 (13 ans, 7 mois et 2 jours)    | Lafontaine I | 26 / 51             |
| Lafontaine II         | Oskar Lafontaine           | SPD   | 8 avril 1985 – 10 novembre 1998 (13 ans, 7 mois et 2 jours)    | 30 / 51      |                     |
| Lafontaine III        | Oskar Lafontaine           | SPD   | 8 avril 1985 – 10 novembre 1998 (13 ans, 7 mois et 2 jours)    | 27 / 51      |                     |
|                       | Reinhard Klimmt            | SPD   | 10 novembre 1998 – 28 septembre 1999 (10 mois et 18 jours)     | 27 / 51      | Klimmt              |
|                       | Peter Müller               | CDU   | 28 septembre 1999 – 10 août 2011 (11 ans, 10 mois et 13 jours) | Müller I     | 26 / 51             |
| Müller II             | Peter Müller               | CDU   | 28 septembre 1999 – 10 août 2011 (11 ans, 10 mois et 13 jours) | 27 / 51      |                     |
| Müller III            | Peter Müller               | CDU   | 28 septembre 1999 – 10 août 2011 (11 ans, 10 mois et 13 jours) | 27 / 51      |                     |
|                       | Annegret Kramp-Karrenbauer | CDU   | 10 août 2011 – 1er mars 2018 (6 ans, 6 mois et 19 jours)       | 27 / 51      | Kramp-Karrenbauer I |
| Kramp-Karrenbauer II  | Annegret Kramp-Karrenbauer | CDU   | 10 août 2011 – 1er mars 2018 (6 ans, 6 mois et 19 jours)       | 36 / 51      |                     |
| Kramp-Karrenbauer III | Annegret Kramp-Karrenbauer | CDU   | 10 août 2011 – 1er mars 2018 (6 ans, 6 mois et 19 jours)       | 41 / 51      |                     |
|                       | Tobias Hans                | CDU   | 1er mars 2018 – 25 avril 2022 (4 ans, 1 mois et 24 jours)      | 41 / 51      | Hans                |
|                       | Anke Rehlinger             | SPD   | Depuis le 25 avril 2022 (2 ans, 10 mois et 16 jours)           | Rehlinger    | 29 / 51             |